# Alalcomenaeus
Alalcomenaeus es un género de artrópodos marinos ampliamente extendidos que vivieron durante el periodo Cámbrico temprano y medio.  Tienen grandes similitudes con los opabínidos y se conocen más de 300 ejemplares de Alalcomenaeus descubiertos en los yacimientos de esquisto de Burgess y de Chengjiang. Sobre la base de una muestra de su sistema nervioso en un fósil bien preservado de 520 millones de años, encontrado en el yacimiento de Chengjiang, en China, se ha permitido considerarle como una forma transicional o eslabón perdido entre los crustáceos y arácnidos.